# Fitoestrogeno
Viene classificata come fitoestrogeno qualsiasi molecola non steroidea, prodotta dal mondo vegetale, che si lega al recettore degli estrogeni, imitandone o modulandone l'azione.

## Meccanismi d'azione
L'azione estrogeno-modulatrice viene esplicata per interazione con i recettori degli estrogeni e
per inibizione degli enzimi coinvolti nel metabolismo e nella biosintesi degli estrogeni medesimi (aromatasi, 17-beta-idrossisteroidoreduttasi, solfatasi e solfotransferasi).
I fitoestrogeni esercitano anche altre azioni: per esempio, modulano la biosintesi degli ormoni tiroidei, inibiscono la proteinchinasi e interagiscono con i componenti del ciclo cellulare, esercitando così un'azione di controllo sulle fasi del ciclo cellulare. Infine, hanno azione antiossidante e di inibizione dell'angiogenesi.
I potenziali effetti sull'organismo umano sono molteplici. Possono agire sulla fertilità, sullo sviluppo, sul sistema immunitario e su quello cardiovascolare, sia dal punto di vista del profilo lipidico che da quello della reattività vascolare.

## Fonti
Fonti alimentari di fitoestrogeni sono la soia, i cereali, le noci, i legumi, le crucifere. I fitoestrogeni sono presenti in legumi, radici, frutta e verdura.
I "cumestani" si trovano in fagioli, cavolini di Bruxelles, trifoglio, semi di girasole. I "lignani" si trovano in quasi tutti i cereali come: germe di grano, frumento, riso, crusca, luppolo, semi di lino, olio di oliva; in tutti i vegetali specialmente in: semi di sesamo e lino, frutti di bosco, mirtillo, ciliegia e pappa reale. Gli "isoflavoni" si trovano in soia e legumi. Altre piante che contengono fitoestrogeni sono: soia (latte di soia e tutti i derivati), aglio, anice, avena, carote, datteri, fagiolini, finocchio, gramigna, grano, liquirizia, luppolo, mela, orzo, patata dolce, piselli, riso, salvia, semi di soia, tè, caffè, cocco, lampone, limone e arancio.
La quantità di fitoestrogeni presenti nella normale dieta di popolazioni diverse varia enormemente, dai 100 mg al giorno del Giappone a meno di 1 mg al giorno in Europa.
Dati epidemiologici suggeriscono che a tali differenze sia dovuta la riduzione del rischio osservata in alcune popolazioni rispetto a diverse condizioni (patologie cardiovascolari, sintomi vasomotori in menopausa, osteoporosi, neoplasie tumori e simili), ma le prove non sono ritenute, al momento, abbastanza convincenti. I fitoestrogeni, si dice abbiano un'azione stimolante per gli ormoni femminili.

## Storia
L'uso di alcune piante come contraccettivi o abortivi risale all'antichità, ma solo negli anni cinquanta si è arrivati alla scoperta dei fitoestrogeni, studiando l'infertilità di pecore australiane che pascolavano in prati ricchi di trifoglio rosso(1, 2).